# Дівчина з долини (фільм, 1983)
«Дівчина з долини» (англ. Valley Girl, також відомий як англ. Bad Boyz) — американська підліткова романтична комедія 1983 року, знята Мартою Кулідж за сценарієм Вейна Кроуфорда й Ендрю Лейнома. Фільм — вільна інтерпретація трагедії Вільяма Шекспіра «Ромео і Джульєтта». В головних ролях Дебора Форман та Ніколас Кейдж.

## Синопсис
Джулі Річман — дівчина з долини, у якої, здається, є все: приваблива зовнішність, матеріальне благополуччя і красивий хлопець. Проте вона сумнівається у своїх стосунках з зарозумілим партнером і одного разу натрапляє на панка Ренді. Двоє молодих людей з різних світів закохуються один в одного.

## Акторський склад
| Актор            | Роль         |
| ---------------- | ------------ |
| Дебора Форман    | Джулі Річман |
| Ніколас Кейдж    | Ренді        |
| Елізабет Дейлі   | Лорін        |
| Майкл Боуен      | Томмі        |
| Кемерон Дай      | Фред         |
| Хейді Голікер    | Стейсі       |
| Мішель Майринк   | Сьюзі        |
| Лі Перселл       | Бет          |
| Коллін Кемп      | Сара Річман  |
| Фредерік Форрест | Стів Річман  |

## Виробництво
Спочатку фільм був задуманий як експлуатаційне кіно для підлітків, щоб використати моду на дівчат з долини, натхненну піснею Френка та Муни Заппів «Valley Girl». Заппа досліджував можливість зняти подібний фільм і отримав запити від кількох студій, але далі справа не просунулася. Коли все ж таки почалося виробництво фільму без його участі, він безуспішно судився, щоб зупинити виробництво, стверджуючи, що це використання його торгової марки.
Кейдж і Форман зіткнулися з труднощами під час зйомок сцени розставання біля вхідних дверей Джулі, оскільки вона була знята наприкінці зйомок, коли Кейдж і Форман ще зустрічалися. Знадобилося кілька дублів і кілька порад від Марти Кулідж. Вона порадила Форман подумати про іншого хлопця, з яким вона розлучилася.

## Випуск
Фільм вийшов на екрани 29 квітня 1983 року і був показаний у 442 кінотеатрах. У перший вікенд він зібрав 1 856 780 доларів, посівши 4 місце. Остаточні збори сягнули $17,343,596.